# Brichetă

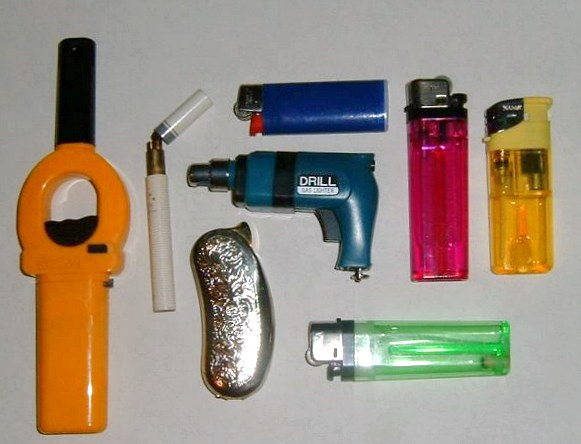
Mai multe tipuri de brichete

O brichetă este un dispozitiv portabil folosit pentru a genera o flacără. Poate fi fabricată din metal sau plastic și este umplută cu gaz lichid. Cel mai des este folosită la aprinderea țigărilor. 
Termenul brichetă înseamnă și un produs realizat prin brichetarea materialului mărunt sau pulverulent (cărbune, minereuri etc.) în forme geometrice regulate, în vederea transportului, a folosirii sau a prelucrării lui ulterioare.

## Istoric
Primele brichete au fost inventate în secolul al XVI-lea și-au fost convertite din pistoale care foloseau praf de pușcă. Chimistul german Johann Wolfgang Döbereiner a inventat în 1823 o brichetă cunoscută ca Lampa lui Döbereiner.